# George Dietz
George John Dietz (9. januar 1880 i St. Louis – 19. april 1965 i New York) var en amerikansk roer som deltog i OL 1904 i St. Louis.
Dietz blev olympisk mester i roning under OL 1904 i St. Louis. Han vandt firer uden styrmand sammen med Arthur Stockhoff, August Erker og Albert Nasse. Mandskabet repræsenterede Century Boat Club, St. Louis